# Jenny Downham
Jenny Downham (1964) is een Britse romanschrijfster en voormalig actrice. 
Downham volgde een acteeropleiding en werkte in het alternatieve theater voordat ze zich volledig op het schrijven richtte.
Haar debuutroman, Before I Die, vertelt het fictieve verhaal van de laatste maanden van een zestienjarig meisje dat al vier jaar aan leukemie lijdt. Het boek werd uitgebracht in 35 talen, waaronder in het Nederlands, won diverse nationale en internationale prijzen, waaronder de Branford Boase Award 2008, en werd genomineerd voor onder andere de Guardian Children’s Fiction Prize, de Lancashire Children's Book of the Year, de Carnegie Medal en de Booktrust Teenage Prize. In 2012 werd het boek verfilmd onder de titel Now Is Good, met Dakota Fanning in de hoofdrol.
Haar tweede roman, You Against Me verscheen in december 2010. Deze roman over familie, loyaliteit en morele keuzes won de Waterstones Teen Fiction Prize.
In 2015 volgde Unbecoming, een gelaagd verhaal over drie generaties vrouwen en verborgen familiegeheimen. Deze roman werd bekroond met de Stonewall Honor Award van de American Library Association.
Haar vierde boek, Furious Thing, stond op de longlist voor de UKLA Book Awards en de Carnegie Medal. Daarnaast werd het genomineerd voor zowel de YA Book Prize als de Costa Book Awards.
In januari 2025 verscheen haar vijfde roman, Let the Light In, die ze samen met haar zoon Louis Hill schreef. Het verhaal, verteld vanuit een dubbel perspectief, draait om een gezin dat op verschillende manieren probeert om te gaan met rouw en verlies.